# Ípsilon de la Balena
Ípsilon de la Balena (υ Ceti) és una estrella de quarta magnitud de classe K5 en la constel·lació de la Balena. És una gegant vermella/taronja ubicada a uns 300 anys llum de la Terra.
Aquesta estrella juntament amb η Cet (Deneb Algenubi), θ Cet (Thanih al Naamat), τ Cet (Durre Menthor) i ζ Cet (Baten Kaitos), on Al Naʽāmāt (ألنعامة), Estruços de la Gallina
En xinès, 鈇鑕 (Fū Zhì), significant Mur, referint-se a l'asterisme que consisteix en Ípsilon de la Balena, 48 de la Balena i 56 de la Balena. Conseqüentment, υ Ceti és coneguda com a 鈇鑕四 (Fū Zhì sì, català: la quarta estrella del Mur)